# 알렉산데르 바르마
알렉산데르 바르마(에스토니아어: Aleksander Warma, 1890년 6월 22일 러시아 제국 예스틀랸디야 현(현재의 에스토니아 하리우 주) ~ 1970년 12월 13일 스웨덴 스톡홀름)는 에스토니아의 정치인이다.

## 생애
에스토니아 캐스무(Käsmu), 나르바(Narva)에 위치한 해양학교에 재학했으며 라트비아 리가에서 항해 시험을 치렀다. 1920년부터 1924년까지 타르투 대학교 법학과에 재학했고 1928년에는 법학 석사 학위를 받았다. 1919년부터 1920년까지 에스토니아 해군 사령관으로 복무했으며 1926년에는 해군 소령 직위를 받으면서 퇴역했다.
1924년부터 1926년까지 에스토니아 국방부에서 변호사로 근무했으며 1926년부터 1927년까지 에스토니아 외무부 법무과, 1927년부터 1931년까지 에스토니아 무부 행정과에서 근무했다. 1931년부터 1933년까지 소련 모스크바 주재 에스토니아 공사관 고문, 1933년부터 1938년까지 소련 레닌그라드 주재 에스토니아 총영사를 역임했고 1938년부터 1939년까지 리투아니아 주재 에스토니아 외교관, 1939년부터 1944년까지 핀란드 주재 에스토니아 외교관을 역임했다.
1953년부터 1962년까지 에스토니아 망명 정부의 외무부 장관 겸 법무부 장관 권한대행을 역임했으며 1962년부터 1963년까지 에스토니아 망명 정부 외무부 장관 권한대행을 역임했다. 1963년 3월 29일부터 1970년 12월 23일까지 에스토니아 망명 정부 총리 겸 대통령을 역임했다.

## 같이 보기
- 에스토니아 독립 전쟁